# Bane (miasto)
Bane (Baneh; kurdyjski: Banê, pers. ‏بانه‎) – miasto w północno-zachodnim Iranie, na terenie irańskiego Kurdystanu.